# Bay4k
bay4k（ベイフォーケー　本名:  韓 吉勇 1978年6月13日）は、SCARS、練マザファッカーに所属するヒップホップMCである。
神奈川県川崎市川崎区出身。
在日コリアン三世。
既婚者であり、二人の息子の父親。
「チームBIG」と言うミニ四駆レースチームを結成し活動している。
2019年4月2日に脳出血を発症し倒れる。右半身不随と言語障害が残ったが、懸命のリハビリにより驚異的な回復を見せている。
2023年3月31日より脱法ドラッグなどを販売する店舗の代表を務める
2025年3月18日、乾燥大麻1.2キロを営利目的で所持したとして麻薬及び向精神薬取締法違反（営利目的所持）の現行犯で逮捕され、その後、起訴された。

## ディスコグラフィ

### アルバム
- I am...（2007年6月15日）

1. Intro
2. Game Maker
3. Tokyo摩天楼 '07 feat.JASHWON,L-VOKAL
4. Evil Ways feat.D.O,PIT-GOb
5. 探す
6. Must Be Dreamin' feat.般若,KENJI YAMAMOTO
7. Ghetto feat.RYUZO
8. 窓の外 feat.STICKY
9. City To City # I Believe
10. いいか? feat.Mr.OMERI
11. Scars Is... feat.SEEDA,STICKY,BES
12. マニフェスト
13. Outro

- REMINISCENCES~回顧録~ (2014年3月19日)

### 客演
- I-DeA、『Da FRONT and BACK』（2006年1月11日）
  - 12.My Life feat.bay4k